# Sinfonia n. 2 (Tippett)
La Sinfonia n. 2 del compositore britannico Michael Tippett fu completata nel 1957. 

## Strumentazione
La sinfonia è scritta per 2 flauti (entrambi anche l'ottavini), 2 oboi, 2 clarinetti in la, 2 fagotti, 4 corni, 2 trombe, 3 tromboni, tuba, timpani, percussioni (1 suonatore): rullante, grancassa, piatti, arpa, pianoforte (anche celesta) e strumenti ad arco.

## Struttura
La sinfonia è in quattro movimenti, contrassegnati come segue:
1. Allegro vigoroso
2. Adagio molto e tranquillo
3. Presto veloce
4. Allegro moderato

## Storia
In un saggio profondo che accompagna la prima registrazione del lavoro, Tippett scrive:
La Seconda Sinfonia media l'accessibilità con approcci radicali di costruzione sinfonica e rappresenta sia un compendio delle sue realizzazioni passate sia un trampolino di lancio per quelle future. La combinazione è stata il risultato diretto dello spostamento della sua concettualizzazione della forma sinfonica dai modelli storici verso un approccio più soggettivo. Il suo ciclo creativo ha portato a una delle composizioni più accessibili di Tippett, mentre la ri-concettualizzazione della forma è stata la base per la divisione archetipica che ha funzionato come fonte dei suoi progetti più originali e innovativi. Il cambiamento radicale nello stile di Tippett non si verificò fino a due anni dopo aver completato la Sinfonia, ed è più comunemente associato a King Priam (1958-61) e alla Seconda Sonata per pianoforte (1962), ma la genesi di questo cambiamento avvenne durante il periodo in di cui stava concependo la Sinfonia, ed i suoi schizzi sono pieni delle nascenti tecniche che sarebbero venute a definire un nuovo periodo. La prima della Sinfonia, data dalla BBC Symphony Orchestra alla Royal Festival Hall il 5 febbraio 1958, diretta da Adrian Boult, fu notoriamente un disastro. Né l'orchestra né il direttore erano considerati ideali per l'opera. Negli anni '30 i primi anni della BBCSO, era stata considerata come una delle migliori orchestre del paese e Boult come un superbo direttore; erano rinomati in particolare per le loro esecuzioni di nuova musica. Nel dopoguerra, tuttavia, la BBCSO era generalmente accettata per aver perso la qualità e in particolare per essere meno abile nella nuova musica. Boult, nel frattempo, si stava avvicinando ai 70 anni e stava diventando conservatore nel suo repertorio; era stato in fondo alla lista dei direttori d'orchestra preferiti per la serata.
Alla prima, trasmessa in diretta dalla radio della BBC, la performance si interruppe di pochi minuti nel primo movimento e dovette essere ricominciata. Boult si scusò con il pubblico per l'errore: "È un errore completamente mio, signore e signori". Successivamente emerse che il primo violino dell'orchestra, Paul Beard, aveva alterato l'archetto delle parti degli archi per renderle più leggibili, e quindi le critiche pubbliche per il crollo furono trasferite a lui e alle sue modifiche (i critici comprendevano il direttore d'orchestra John Barbirolli, lui stesso violinista, che aveva approvato la notazione originale delle parti e incolpò le riscritture di Beard per aver cancellato il naturale fraseggio non convenzionale che Tippett aveva attentamente annotato). Studi recenti, tuttavia, indicano che la causa del crollo era piuttosto lo smarrimento del flauto e l'inizio di un passaggio solista con una battuta troppo presto; la sezione dei legni in massa procedette a prendere una battuta in anticipo sugli archi. Quando i fiati (che stavano prendendo spunto dalle parti degli strumenti a fiato) si unirono alla mischia arrivando anch'essi una battuta troppo presto, Boult prese la decisione di interrompere lo spettacolo. Fino al punto dell'interruzione, la sezione degli archi aveva continuato a suonare serenamente, ignorando la confusione nel resto dell'orchestra; erano ancora insieme ed erano arrivati al punto giusto. Ironia della sorte, quindi (in considerazione dell'obbrobrio attribuito a Beard), la colpa del disastro potrebbe davvero essere riconducibile a Boult: non è chiaro se il suonatore di flauto abbia preso una decisione indipendente per entrare presto o sia stato erroneamente invitato da Boult. Per ulteriore ironia (vista l'insistenza di Barbirolli e Tippett sul fatto che la notazione originale era preferibile e che il ripristino avrebbe causato più problemi di quanti ne avrebbe risolti), la parte del flauto (che NON era stata alterata) era nel punto di errore scritto nel modo complesso ritenuto da Beard inutilmente complicato per i violini.
Le relazioni tra Tippett e la BBC erano già tese, a causa del mancato rispetto da parte di Tippett della scadenza del 1957 richiesta e del suo successivo ritardo nel rispettare la nuova scadenza del febbraio 1958 (li informò solo di aver completato il lavoro nel novembre 1957 e le parti richiedevano la stampa e la prova prima che il pezzo potesse essere provato dall'orchestra). Le disgrazie della prima le inasprirono ulteriormente: il Controller of Music della BBC insisteva sul fatto che l'orchestra non poteva essere incolpata per la performance, poiché era "uguale a tutte le ragionevoli richieste" fatte dai compositori, il che implicava che le richieste di Tippett non erano ragionevoli; colpito da questo, Tippett non fece alcun tentativo di difendere la BBCSO dalle critiche, in seguito usando la sua autobiografia per incolpare tutti i coinvolti tranne se stesso e la sua stessa scrittura (si era, disse, raccomandato con Boult e Beard che i cambiamenti editoriali avrebbero fatto più danni che bene - "e così si misero le cose"). Ruppe un impegno programmato per dirigere il pezzo da solo ai BBC Proms più tardi quell'anno, con Boult invece che assunse l'incarico. In risposta, la BBC lo invitò alle prove di quella performance, a condizione che non si avvicinasse a meno di 12 metri dalla piattaforma, una condizione che gli imponeva di gridare per avere l'attenzione di Boult e di convocarlo ogni volta che voleva farsi ascoltare dal direttore.
Nonostante la colpa che ancora generalmente si attribuisce a Beard per l'errore (ad esempio, in una mostra della British Library del 2005), le orchestre da allora hanno regolarmente suonato il pezzo usando le sue modifiche editoriali.

## Analisi musicale
La sinfonia è considerata da alcuni critici un'opera di transizione, che segna un passaggio dall'abbondante lirismo di opere come l'opera The Midsummer Marriage e la Corelli Fantasia a uno stile più teso e austero rappresentato dall'opera King Priam e la seconda Sonata per pianoforte del 1962. In queste opere la spinta in avanti della classica sonata allegro è sostituita da una nuova frammentazione che utilizza l'accostamento di blocchi di materiale fortemente contrastanti. Un altro cambiamento evidente è l'aumento dell'uso della politonalità e dell'armonia non tonale: l'accordo di do a cui si fa riferimento nell'articolo sopra ne è un chiaro esempio, costituito da una compressione degli accordi di do, re e la in un allineamento verticale.
Ecco la descrizione del lavoro di Tippett:
Una delle questioni fondamentali da decidere nel periodo di gestazione prima della composizione è la durata complessiva; e poi il tipo di proporzioni che meglio si adattano a questa lunghezza. La Sinfonia impiega circa 35 minuti per l'esecuzione ed i suoi quattro movimenti sono abbastanza uguali, sebbene il movimento lento sia un po' più lungo degli altri. Quindi non è un'opera rapsodica lunga e filata, ma un'opera drammatica breve e concentrata. E questa concentrazione, anche la compressione, è resa chiara fin dall'inizio.

La sonata allegro di apertura fa grandi movimenti drammatici sopra il martellante do di apertura ed è spinta avanti e non indugia mai. Si divide in parti abbastanza uguali: enunciato, primo argomento, ri-enunciato, secondo argomento e coda. la qualità lirica del movimento lento viene enfatizzata presentando il "canto" della forma del canto (dopo una breve introduzione) dapprima su violoncelli divisi e successivamente violini divisi. In mezzo si trova un passaggio lungo e altrettanto lirico per tutto il corpo degli archi. I legni e gli ottoni accompagnano le "canzoni" con accordi a cluster decorati dall'arpa e il pianoforte. Il movimento termina con una minuscola coda per i quattro corni, un suono che ricordavo dalla "Sonata per quattro corni" che avevo scritto.
Lo scherzo è interamente con ritmo additivo. Ritmo additivo significa semplicemente che i battiti brevi di due crome e i battiti lunghi di tre crome vengono sommati indefinitamente in un flusso continuo di battiti disuguali. Il movimento è stato chiamato "struttura additiva", che penso lo descriva molto bene. Nel punto centrale pesanti battiti lunghi si contrappongono a leggeri battiti brevi in una sorta di ''tour de force'' di disuguaglianza che si sprigiona in un apice sonoro con un brilliante nelle trombe in primo piano. Il movimento quindi si svolge attraverso un passaggio simile a una cadenza per pianoforte e arpa da solo fino alla sua fine.

Il finale è una fantasia in quanto le sue quattro sezioni non sono in relazione tra loro, come le quattro sezioni del primo movimento della sonata allegro, ma vanno per la loro strada. La sezione 1 è breve e interamente introduttiva; la sezione 2 è la più lunga ed è un insieme compatto di variazioni su un ostinato; la sezione 3 è una melodia molto lunga che inizia in alto sui violini e prosegue a metà strada con i violoncelli che portano la linea fino alla loro nota di fondo, il do dell'originale do battente; la sezione 4 è una coda di cinque movimenti di addio.